# Una nuova Rosalba in città (singolo)
Una nuova Rosalba in città è un singolo della cantante italiana Arisa, pubblicato il 12 aprile 2019 come secondo estratto dal sesto album in studio omonimo.

## Descrizione
Il brano, scritto da Giuseppe Zingaro e Vito Dell’Erba, componenti del duo musicale Viito, si presenta come una ballad dalle sonorità elettroniche.
A proposito del singolo, l'artista ha dichiarato:

## Video musicale
Il video musicale, diretto da Gaetano Morbioli, è stato lanciato il 15 aprile 2019 sul canale Vevo-YouTube della cantante. È stato girato all'interno della metropolitana di Brescia e in vari contesti urbani, fra i quali Milano.

## Tracce
Download digitale
1. Una nuova Rosalba in città – 3:58 (Giuseppe Zingaro, Vito Dell’Erba)